# Fabrizio Verza
Fabrizio Verza, né le 24 avril 1959 à Granze (Vénétie), est un coureur cycliste italien, professionnel de 1982 à 1985. Son fils Riccardo (1997) est coureur professionnel.

## Palmarès

### Palmarès amateur
- 1977
  - 4e étape du Dusika Jugend Tour
  - 3e du Dusika Jugend Tour
- 1978
  - 3e du Giro del Belvedere
- 1980
  - Tour du Val d'Aoste :
    - Classement général
    - 1re étape
- 1981
  - Giro dei Tre Laghi
  - Freccia dei Vini
  - Piccola Tre Valli Varesine
  - 3e de Rho-Macugnaga

### Palmarès professionnel
- 1983
  - Grand Prix de Larciano
- 1984
  - 2e du Tour des Apennins
- 1985
  - 2e du Tour des Pouilles

## Résultats sur les grands tours

### Tour d'Italie
3 participations
- 1982 : 18e
- 1983 : 23e
- 1984 : 39e